# Christopher Coake
Œuvres principales
- Un sentiment d'abandon

Christopher Coake, né le 28 novembre 1971 dans l'Indiana, est un écrivain américain. Il est professeur de littérature à l'Université du Nevada de Reno.

## Œuvres

### Romans
- (en) You Came Back, 2012

### Recueils de nouvelles
- Un sentiment d'abandon, Albin Michel, 2006 ((en) We're in Trouble, 2005)